# Тиран-малюк лоянський
Тиран-малюк лоянський (Zimmerius flavidifrons) — вид горобцеподібних птахів родини тиранових (Tyrannidae). Ендемік Еквадору. Раніше вважався конспецифічним з золотолобим тираном-малюком, однак за результатами молекулярно-генетичного дослідження був визнаний окремим видом.

## Поширення і екологія
Лоянські тирани-малюки поширені на південному сході Еквадору, від південного сходу Гуаясу до Лохи і Ель-Оро. Вони живуть в кронах вологих гірських тропічних лісів Анд і на узліссях. Зустрічаються на висоті від 1000 до 2500 м над рівнем моря.